# Casa Rovira (Piera)
La Casa Rovira és un habitatge modernista al municipi de Piera (Anoia) catalogat en l'Inventari del Patrimoni Arquitectònic de Catalunya.

## Descripció
És una casa envoltada per un jardí tancat amb una barana de ferro i pilars de maó. S'estructura en tres cossos, un de central de planta i pis i dos de laterals de planta baixa. La façana principal del cos central presenta característiques modernistes. Les obertures, tres a cada planta, s'ornamenten amb ceràmica a les llindes. L'acabament de façana és de forma ondulada essent el centre més alt amb un rellotge de sol. Destaquen els terrats damunt dels cossos laterals amb barana de terracota. A l'interior és notable sobretot el menjador modernista i el celler amb volta de rajola, les pintures dels sostres i altres elements decoratius.
En l'interior destaca el conjunt de mobles del menjador. Un bufet-trinxant amb taulell de marbre de color, miralls de lluna bisellada, calaixos i prestatges i un cos d'armari alt d'una porta amb prestatges a l'interior que acull un rellotge. Taula quadrada d'1,4 x 1,4 m, extensible fins a 1,4 x 3,14 m i dotze cadires de respatller molt alt i teixit de canya. Tot està fet de fusta de melis envernissada. També hi ha un llum metàl·lic amb elements repujats i un llum central que es completava amb una pantalla semiesfèrics de vidre decorat i tres braços en forma de llàntia.

## Història
La construcció va ser encarregada per Pere Rovira Casanovas i les obres es van realitzar entre els anys 1902 i 1905. L'any 1902 es construeix la bodega, els cups, local de premses, local pels útils de llaurar i les quadres. El contractista d'obres era en Joan Canals. L'any 1904 es van iniciar les obres de la resta de l'edifici, de la tanca i del jardí, acabant el maig de 1905.
En el frontó de la façana hi ha un rellotge de sol circular esgrafiat amb la data 1955, any de la restauració.